# Astan Dabo
Astan Dabo (geb. 30. Mai 1992 Songoniko, Mali) ist eine ehemalige französisch-malische Basketballerin. Sie spielte mit der Malischen Basketballnationalmannschaft bei der Basketball-Weltmeisterschaft 2010 und den Basketball-Afrikameisterschaft der Frauen 2011 und 2017, wo das Team Bronzemedaillen errang.

## Leben
Sie wurde am 30. Mai 1992 in Songoniko, Mali geboren. Sie spielte seit 2008 beim Strasbourg Alsace Basket Club.
Sie debütierte mit der Malischen Basketballnationalmannschaft der Damen bei der Basketball-Weltmeisterschaft 2010, bevor sie 2011 bei den Afrikameisterschaften die Bronzemedaille gewann.
Sie wurde 2012 als 9. von Connecticut Sun gedraftet, nach einem erfolgreichen Jahr in der Ligue féminine 2 bei Champagne Basket in Reims mit 12,8 Rebounds und durchschnittlich 11,5 Punkten in 24 Spielen. (Ihr Rekord war 28 Pts und 23 Rebounds am 3. März in einem Sieg 80-63 gegen SIG). Der Trainer von Connectidut Sun, Mike Thibault, erklärte: „Sie kommt zu uns für ein oder zwei Jahre. Ein Mädel mit 19 Jahren und einer Größe von 2,03 m, die in den letzten drei Jahren kontinuierlich besser geworden ist, ist eine gute Partnerin für uns.“
Für ihre erste Saison in der Ligue Féminine de Basketball (LFB) 2012 erreichte sie in den ersten beiden Monaten der Saison nur 3,8 Punkte und 5,1 Rebounds, bevor sie sich am Knie schwer verletzte. Nachdem sie nicht bei Arras Pays d’Artois Basket Féminin bleiben konnte, kam sie mit Cavigal Nice Basket 06 ab dem 15. Saisontag auf durchschnittlich 4,6 Punkte bei 52,3 % und 3,7 Rebounds.
Cavigal Nice Basket 06 beendete die Saison 2014–2015 der Ligue 2 vorzeitig und organisierte die Final Four, welche sie gegen Roche Vendée Basket Club (67-57) gewannen und damit in die Ligue féminine de basket zurückkehrten, ein Jahr bevor sie den Verein verließ.
Im Juni 2015 verlängerte sie ihren Vertrag, wobei sie mit der malisch-französischen Basketballspielerin Djéné Diawara zsammenspielte. Die Franko-Malierin erzielte in ihrer dritten Saison in Nizza 3,5 Punkte und 4,1 Rebounds pro Monat und eine Wertung von 5,3 bei der LFB. Ende Juni 2016 ging sie zum Verein Tarbes Gespe Bigorre.

## Erfolge
- Bronzemedaille bei den Afrikameisterschaften 2011.
- Französische Meister der LF2 2015.[7]
- Challenge Round LFB 2016.[10]
- Bronzemedaille bei den Afrikameisterschaften 2017 in Mali.